# Croix de Solignac-sur-Loire
La croix de Solignac-sur-Loire (ou croix du presbytère) est une croix monumentale située à Solignac-sur-Loire, en France.

## Généralités
La croix est située sur une petite place en allant vers l'église, sur le territoire de la commune de Solignac-sur-Loire, dans le département de la Haute-Loire, en région Auvergne-Rhône-Alpes, en France.

## Historique
La croix est datée du XVIe ou du XVIIIe siècle. En 1875, une cuve baptismale est utilisée comme socle lors de la réfection de la croix.
La croix est inscrite au titre des monuments historiques par arrêté du 11 juin 1930.

## Description
Sur un piédestal carré, repose, à l'envers,  l'ancienne cuve de forme hexagonale : percée de trous pour acheminer l'eau tous les deux côtés, et ornée d'écussons pointes en haut sur les autres faces. le fût est de section cylindrique et est séparé du croisillon par une astragale. Les extrémités du croisillon sont terminées par des fleurons quadrilobés peu saillants.
Au niveau iconographique, sur un côté est représenté un Christ en croix, couronné d'épines avec clous en fer forgé, et de l'autre côté, une Vierge à l'enfant, largement drapée, reposant sur une nuée,.